# Fillinges
Fillinges település Franciaországban, Haute-Savoie megyében. Lakosainak száma 3550 fő (2022. január 1.). Fillinges Bonne, Contamine-sur-Arve, Lucinges, Marcellaz, Nangy, Saint-André-de-Boëge és Viuz-en-Sallaz községekkel határos.

## Népesség
A település népességének változása:
| Lakosok száma | 3278 | 3350 | 3473 | 3413 | 3479 | 3516 | 3525 | 3537 | 3550 |
|               | 2013 | 2015 | 2016 | 2017 | 2018 | 2019 | 2020 | 2021 | 2022 |